# 1357
Il 1357 (MCCCLVII in numeri romani) è un anno  del XIV secolo.

## Eventi
- Viene firmato il Trattato di Berwick, che pone ufficialmente fine alla Seconda guerra d'indipendenza scozzese.

## Nati
- 6 aprile - Anna di Trebisonda, regina georgiana († 1406)
- 11 aprile - Giovanni I del Portogallo, re portoghese († 1433)
- 18 luglio - Jeongjong di Joseon, re coreano († 1419)
- Angelina di Marsciano, religiosa italiana († 1435)
- Bittino da Faenza, pittore italiano
- Ruy López Dávalos, politico e militare spagnolo († 1428)
- Pietro II di Cipro, re († 1382)
- Samsenthai, sovrano laotiano († 1416)
- Davide Stewart, conte di Strathearn, nobile scozzese († 1386)
- Tsongkhapa, monaco buddhista tibetano († 1419)

## Morti
- 18 gennaio - Maria del Portogallo, regina (n. 1313)
- 27 gennaio - Christina Bruce, nobile scozzese (n. 1278)
- 29 maggio - Alfonso IV del Portogallo, sovrano (n. 1291)
- 15 giugno - Jacopo Passavanti, scrittore, architetto e religioso italiano (n. 1302)
- 10 luglio - Folchino Schizzi, politico e diplomatico italiano
- 13 luglio - Bartolo da Sassoferrato, giurista italiano (n. 1314)
- 15 agosto - Carlo I di Monaco, nobile e sovrano monegasco
- 18 agosto - Tommaso II di Saluzzo, marchese italiano (n. 1304)
- 4 ottobre - Angelo Acciaiuoli, vescovo cattolico italiano (n. 1298)
- 25 ottobre - Ibn Juzayy, scrittore (n. 1321)
- Bartolomeo di Iacovo da Valmontone, scrittore italiano
- Ingeborg di Norvegia, nobile norvegese (n. 1297)
- Giorgio Galesiota, funzionario bizantino
- Ganī Bek, condottiero mongolo
- Giovanni II di Norimberga, nobile tedesco (n. 1309)
- Malek Ashraf, politico mongolo
- Giovanni Pipino di Altamura, condottiero italiano
- Süleyman Pasha, principe ottomano (n. 1306)

## Calendario
| Calendario 1357 | Calendario 1357 | Calendario 1357 | Calendario 1357 | Calendario 1357 | Calendario 1357 | Calendario 1357 | Calendario 1357 | Calendario 1357 | Calendario 1357 | Calendario 1357 | Calendario 1357 | Calendario 1357 | Calendario 1357 | Calendario 1357 | Calendario 1357 | Calendario 1357 | Calendario 1357 | Calendario 1357 | Calendario 1357 | Calendario 1357 | Calendario 1357 | Calendario 1357 | Calendario 1357 | Calendario 1357 | Calendario 1357 | Calendario 1357 | Calendario 1357 | Calendario 1357 | Calendario 1357 | Calendario 1357 | Calendario 1357 | Calendario 1357 |
| --------------- | --------------- | --------------- | --------------- | --------------- | --------------- | --------------- | --------------- | --------------- | --------------- | --------------- | --------------- | --------------- | --------------- | --------------- | --------------- | --------------- | --------------- | --------------- | --------------- | --------------- | --------------- | --------------- | --------------- | --------------- | --------------- | --------------- | --------------- | --------------- | --------------- | --------------- | --------------- | --------------- |
|                 | 1               | 2               | 3               | 4               | 5               | 6               | 7               | 8               | 9               | 10              | 11              | 12              | 13              | 14              | 15              | 16              | 17              | 18              | 19              | 20              | 21              | 22              | 23              | 24              | 25              | 26              | 27              | 28              | 29              | 30              | 31              |                 |
| Gennaio         | Do              | Lu              | Ma              | Me              | Gi              | Ve              | Sa              | Do              | Lu              | Ma              | Me              | Gi              | Ve              | Sa              | Do              | Lu              | Ma              | Me              | Gi              | Ve              | Sa              | Do              | Lu              | Ma              | Me              | Gi              | Ve              | Sa              | Do              | Lu              | Ma              |                 |
| Febbraio        | Me              | Gi              | Ve              | Sa              | Do              | Lu              | Ma              | Me              | Gi              | Ve              | Sa              | Do              | Lu              | Ma              | Me              | Gi              | Ve              | Sa              | Do              | Lu              | Ma              | Me              | Gi              | Ve              | Sa              | Do              | Lu              | Ma              |                 |                 |                 |                 |
| Marzo           | Me              | Gi              | Ve              | Sa              | Do              | Lu              | Ma              | Me              | Gi              | Ve              | Sa              | Do              | Lu              | Ma              | Me              | Gi              | Ve              | Sa              | Do              | Lu              | Ma              | Me              | Gi              | Ve              | Sa              | Do              | Lu              | Ma              | Me              | Gi              | Ve              |                 |
| Aprile          | Sa              | Do              | Lu              | Ma              | Me              | Gi              | Ve              | Sa              | Do              | Lu              | Ma              | Me              | Gi              | Ve              | Sa              | Do              | Lu              | Ma              | Me              | Gi              | Ve              | Sa              | Do              | Lu              | Ma              | Me              | Gi              | Ve              | Sa              | Do              |                 |                 |
| Maggio          | Lu              | Ma              | Me              | Gi              | Ve              | Sa              | Do              | Lu              | Ma              | Me              | Gi              | Ve              | Sa              | Do              | Lu              | Ma              | Me              | Gi              | Ve              | Sa              | Do              | Lu              | Ma              | Me              | Gi              | Ve              | Sa              | Do              | Lu              | Ma              | Me              |                 |
| Giugno          | Gi              | Ve              | Sa              | Do              | Lu              | Ma              | Me              | Gi              | Ve              | Sa              | Do              | Lu              | Ma              | Me              | Gi              | Ve              | Sa              | Do              | Lu              | Ma              | Me              | Gi              | Ve              | Sa              | Do              | Lu              | Ma              | Me              | Gi              | Ve              |                 |                 |
| Luglio          | Sa              | Do              | Lu              | Ma              | Me              | Gi              | Ve              | Sa              | Do              | Lu              | Ma              | Me              | Gi              | Ve              | Sa              | Do              | Lu              | Ma              | Me              | Gi              | Ve              | Sa              | Do              | Lu              | Ma              | Me              | Gi              | Ve              | Sa              | Do              | Lu              |                 |
| Agosto          | Ma              | Me              | Gi              | Ve              | Sa              | Do              | Lu              | Ma              | Me              | Gi              | Ve              | Sa              | Do              | Lu              | Ma              | Me              | Gi              | Ve              | Sa              | Do              | Lu              | Ma              | Me              | Gi              | Ve              | Sa              | Do              | Lu              | Ma              | Me              | Gi              |                 |
| Settembre       | Ve              | Sa              | Do              | Lu              | Ma              | Me              | Gi              | Ve              | Sa              | Do              | Lu              | Ma              | Me              | Gi              | Ve              | Sa              | Do              | Lu              | Ma              | Me              | Gi              | Ve              | Sa              | Do              | Lu              | Ma              | Me              | Gi              | Ve              | Sa              |                 |                 |
| Ottobre         | Do              | Lu              | Ma              | Me              | Gi              | Ve              | Sa              | Do              | Lu              | Ma              | Me              | Gi              | Ve              | Sa              | Do              | Lu              | Ma              | Me              | Gi              | Ve              | Sa              | Do              | Lu              | Ma              | Me              | Gi              | Ve              | Sa              | Do              | Lu              | Ma              |                 |
| Novembre        | Me              | Gi              | Ve              | Sa              | Do              | Lu              | Ma              | Me              | Gi              | Ve              | Sa              | Do              | Lu              | Ma              | Me              | Gi              | Ve              | Sa              | Do              | Lu              | Ma              | Me              | Gi              | Ve              | Sa              | Do              | Lu              | Ma              | Me              | Gi              |                 |                 |
| Dicembre        | Ve              | Sa              | Do              | Lu              | Ma              | Me              | Gi              | Ve              | Sa              | Do              | Lu              | Ma              | Me              | Gi              | Ve              | Sa              | Do              | Lu              | Ma              | Me              | Gi              | Ve              | Sa              | Do              | Lu              | Ma              | Me              | Gi              | Ve              | Sa              | Do              |                 |